# Steve Irwin (Schiff)
Die Steve Irwin ist ein ehemaliges Fischereischutzschiff, das von der Sea Shepherd Conservation Society und zuletzt von Sea Shepherd Global für deren Aktionen genutzt wurde und häufig in der Dokumentation Whale Wars zu sehen war.

## Einzelheiten

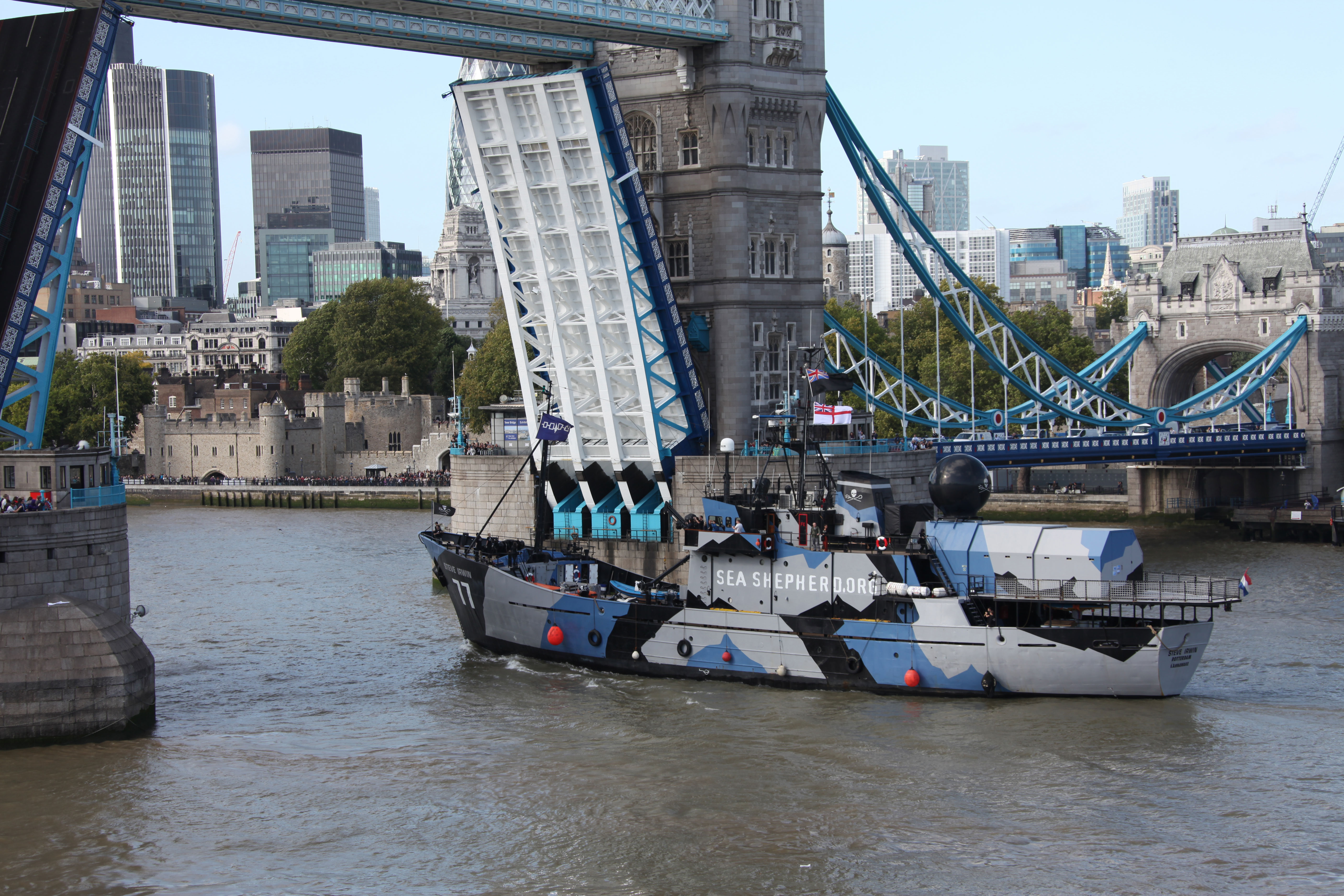
Die Steve Irwin 2011 in London

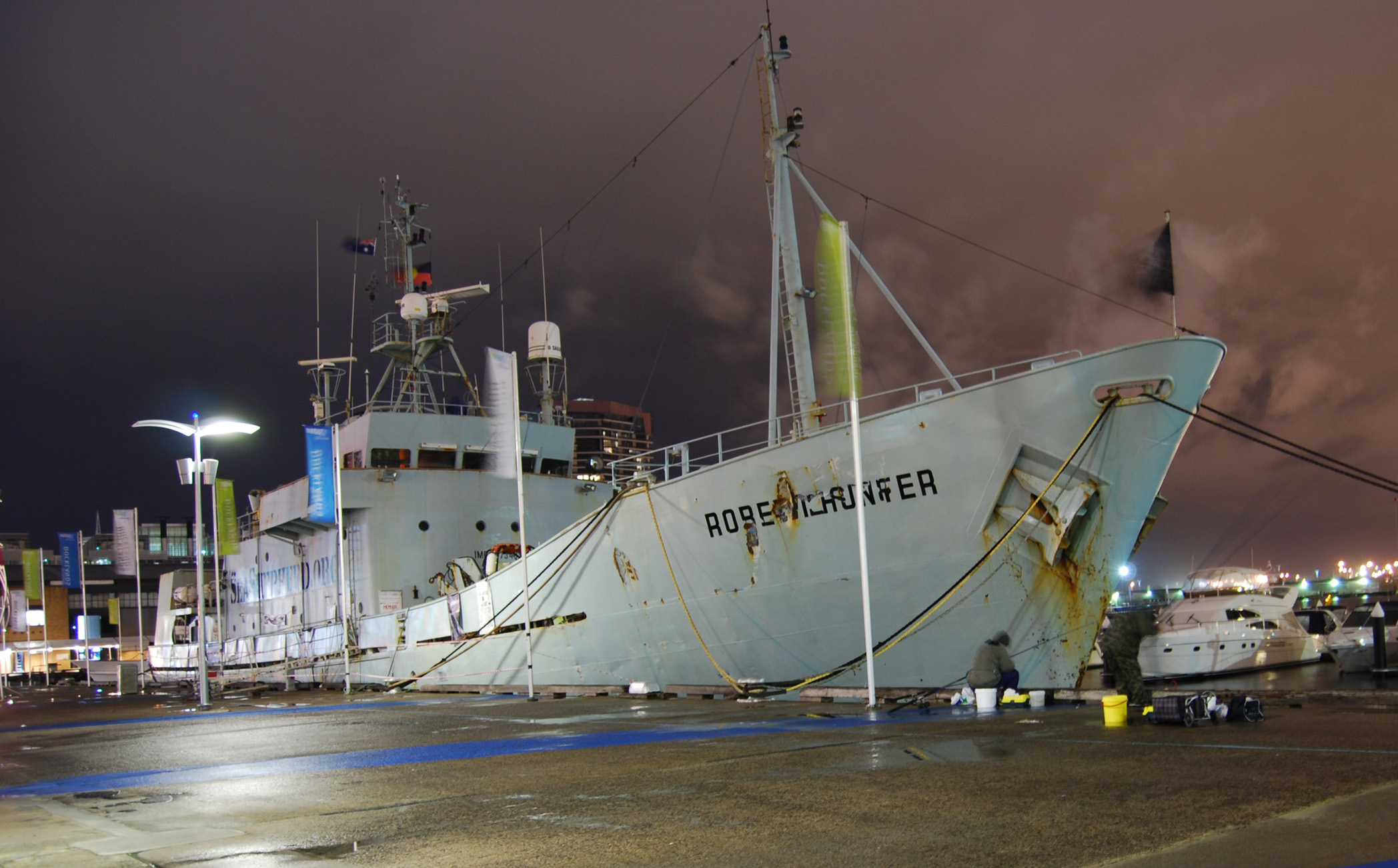
Bis zur Umbenennung hieß das Schiff Robert Hunter (Aufnahme von 2007)

Das Schiff wurde 1974/75 von der Werft Hall, Russell & Company in Aberdeen als Fischereischutzschiff Westra der Scottish Fisheries Protection Agency (schottische Fischereibehörde) gebaut. 2003 wurde die Westra außer Dienst gestellt und zunächst aufgelegt. 2005 erwarb die Organisation Sea Shepherd das Schiff und ließ es für ihre Zwecke umbauen. Ein Hubschrauberdeck und Schiffskrane zum Wassern von zwei RIBs wurden installiert sowie Messe und Kojen den Bedürfnissen der Organisation angepasst. Sea Shepherd benannte das Schiff zunächst in Robert Hunter um. Robert Hunter war ein Kanadier, der zusammen mit dem Gründer der Sea Shepherd, Paul Watson, in den Frühzeiten von Greenpeace aktiv war. Das Schiff wurde im Dezember 2007 zu Ehren des im Jahr 2006 verstorbenen Dokumentarfilmers Steve „The Crocodile Hunter“ Irwin von Robert Hunter in Steve Irwin umbenannt.
Im Januar 2007 wurde das Schiff nach einer Beschwerde Japans aus dem britischen Schiffsregister gelöscht. Es wurde daraufhin am 8. Oktober 2007 in den Niederlanden registriert. Zuletzt war das Schiff, das vornehmlich mit Freiwilligen besetzt ist, im März 2012 an Aktionen gegen japanische Walfänger im südlichen Pazifik beteiligt.
Das Schiff wird von zwei Motoren angetrieben. Es handelt sich um Zwölfzylinder-Maschinen mit einer Leistung von 1.600 kW (2.100 PS).
Es verfügt über eine Treibstoffkapazität von 200 Tonnen.
Im Dezember 2018 hat der Vorstand von Sea Shepherd Global entschieden, sich von der Steve Irwin zu trennen, um sie unter internationalen Arbeits- und Umweltbestimmungen zu zerlegen. Im Januar 2019 hörte der ehemalige Sea Shepherd Volunteer Kerrie Goodall von dem bevorstehenden Ende der Steve Irwin. Daraufhin gründete er die NGO ship4good und wandelte mit ihrer Hilfe die Steve Irwin in einen Mix aus Museum und Veranstaltungsort um, welcher sich nun in Williamstown, einem Stadtteil von Melbourne, Victoria befindet. 2020 erhielt die Steve Irwin den Status eines historischen Schiffes vom Australian Maritime Museum verliehen.

## Kampagnen
Während ihrer aktiven Zeit nahm die Steve Irwin an folgenden Kampagnen teil:
- 2006–2007 Operation Leviathan (Antarktis)
- 2007–2008 Operation Migaloo (Antarktis)
- 2008–2009 Operation Musashi (Antarktis)
- 2009–2010 Operation Waltzing Matilda (Antarktis)
- 2011 Operation Blue Rage (Malta/Libyen)
- 2011 Operation Ferocious Isles (Färöer-Inseln)
- 2011–2012 Operation Divine Wind (Antarktis)
- 2012–2013 Operation Zero Tolerance (Australien)
- 2015–2016 Operation „Icefish“ (Südpolarmeer)
- 2016 Operation Driftnet (Indischer Ozean)
- 2016–2017 Operation „Nemesis“ (Südpolarmeer)
- 2018 Operation Jeedara (Australien)